# 黑水龙科
黑水龙科（學名：Unaysauridae）是原始蜥脚形亚目的一个科，其成员分布于晚三叠世的印度和巴西。
Müller等人（2018年）将该科定义为：包括托氏黑水龙但不包括恩氏板龙和护甲萨尔塔龙的最具包容性的演化支。
该科的鉴别特征为距骨内髁异常扩张的颅部及前颌窗，是板龙类的，比南巴尔龙、槽齿龙（ISI R277）、泉水谷龙和埃弗拉士龙更为衍生。其中，黑水龙和加卡帕里龙以前被作者归入板龙类。